# Segmon
Segmon är en tätort i Grums kommun, Värmland (Värmlands län), i Eds socken. Samhället ligger omkring 9 kilometer sydväst om Grums.
Byn växte upp längs vägen (E45) och Bergslagsbanan Göteborg-Kil. På 1970-talet drogs även vägen Karlstad-Oslo genom Segmon (innan dess via Borgvik). Kyrkebyns bruk etablerades invid järnvägen 1907 och en sulfitfabrik byggdes. Företaget övertogs av Billerudkoncernen redan 1920. 1970 var 300 man sysselsatta i sulfitfabriken. Kyrkebyns bruk lades ned 1979.  Det gamla bruksområdet nyttjas numera för småindustri.

## Historia
Segmon eller Segermon som platsen hette före järnvägens tillkomst 1879 har många forntida minnen i naturen, som tyder på en tidig invandring av människor - både före och efter vår tideräknings början. På en liten plats om cirka 2 hektar utanför Segmons samhälle har det hittats fynd ända från stenåldern till idag.
Detta visar att platsen har varit bebodd en mycket lång tid. 

### Järnvägens tillkomst
När Bergslagernas Järnvägsaktiebolag (BJ) började projektera för ett järnvägsbygge mellan Göteborg och Kil 1878 uppvaktade Liljedahls Glasbruk (1781-1917) upprepade gånger med begäran om att järnvägen skulle dras förbi Liljedal. Järnvägen var mycket viktig för glasbrukets överlevnad.
Men BJ lät sig inte bevekas utan drog fram järnvägen via en enklare sträckning via Segermon, över Ekholmsjön och längs Tarmsälven.
Man byggde emellertid en järnvägsstation vid Segermon för att Liljedahlsbolaget skulle kunna transportera ut sina produkter.
Segermon bestod på den tiden endast av gårdarna Östra och Västra Segermon samt Valnäs med tillhörande torpställen.
I december 1879 stod järnvägen klar och stationen kunde invigas. BJ tyckte emellertid att namnet Segermon var för långt, därför tog man helt enkelt bort två bokstäver, e och r, varvid namnet i fortsättningen blev Segmon.

### Sulfitfabriken
År 1903 inträffade en händelse som hade stor betydelse för Segmons framtida utveckling.
Liljedahls Glasbruk AB var inte bara ägare till glasbruket utan även till domäner som omfattade nästa halva Eds socken.
Bruket började vid den här tiden gå allt sämre, så en smärre sensation var det när Borgviks AB, med major Larsson som disponent, 1903 förvärvade Liljedals Glasbruk AB.
Anledningen till förvärvet var att komma över mark och skog intill Ransundet för att här kunna anlägga en massafabrik.
Arbetet påbörjades 1905 och fabriken var klar för igångkörning 1907 under namnet Kyrkebyns Sulfit AB.
1920 försåldes både bruket och Borgviks AB till Billeruds AB. Detta skedde av en bulvan till Billerud eftersom major Larsson vägrade sälja till Billerud. När detta kom fram var kontraktet redan påskrivet och försäljningen gick ej att hindra. Billerud och Kyrkebyns bruk tillverkade sedan viskosmassa (silkesmassa) fram till nedläggningen 1979.
Kyrkebyns bruk var på 1950- och 60-talet känd för att tillverka världens finaste silkesmassa.
Arbetsstyrkan låg stadigt kring ca 200 personer.

### Affärsverksamheter
Första affären på plats var en filial till Liljedals handel 1910.
Den låg vid Sågtorp (södra delen av Segmon). 1917 byggde Kyrkebyns bruk en affärsfastighet i centrum och filialen flyttades dit. 1933 övertog Anders Edsjö aktierna och ändrade namnet till Anders Edsjö AB. Han köpte även fastigheten och bedrev byggverksamhet och stod som byggmästare till de flesta fastigheter i Segmon.
Han var också föreståndare för Karlstads sparbanks kontor som inrymdes i affärsfastigheten (ICA).
1923 väcktes frågan om en kooperativ handel på orten upp men frågan blev bordlagd.
Orsaken var att Billerud ägde marken och inte ville släppa ifrån sig sådan för dylik verksamhet, utan värnade om den privata affärsrörelsen.
Under 1924 togs frågan upp igen, utan resultat.
1927 gjordes en uppgörelse med Billerud efter en del motstånd och ändringar av ritningar och dyl. Affären öppnade 1 juni 1930.
Segmon blomstrade, invånarantalet ökade, nya affärer tillkom. Nu fanns plötsligt två speceriaffärer, manufaktur, kiosk, bageri, matservering, konditori, postkontor, järnvägsstation, damfrisörska, herrfrisör, radiohandel, bank, taxi, åkeri, småskola, folkskola, ålderdomshem med mera.

### Föreningslivet
Första föreningen som bildades var sjukkassan 1908 som följdes av fackföreningsrörelsen 1914 och nykterhetsrörelse. Segmons idrottsförening 1926 har bedrivit fotboll och bandy. 1954 byggdes en ishockeyplan och man spelade hockey i seriesystem till 1970. En asfalterad tennisbana finns i anslutning till fotbollsplanen.
Folkets Hus-föreningen bildades 1918 med invigning av Folkets Hus 1921.
Två år senare tillkom biografen och 1928 gjordes den första tillbyggnaden.
1933 tillkom parken och paviljongen.
Här gjorde Sven-Ingvars sitt första framträdande 1956.
Hembygdsföreningen bildades 1981 efter att tidigare varit en kommitté inom Folkets Hus-föreningen.
Billeruds golfklubb grundades 1961. Ett par år tidigare hade Billeruds AB inlett bygget av Värmlands andra golfbana och 1961 var det alltså dags att bilda en golfklubb. Platsen blev Valnäs gård vid Segmon. Det är en park-skogsbana med naturskönt läge invid Ekholmssjön. Valnäs herrgård revs 1960. De båda flygelbyggnaderna finns dock fortfarande kvar.
Billeruds jaktskytteklubb grundades av Billeruds AB och har sin skjutbana vid Valnäs Rosenlund, Segmon.
Segmons byaråd bildades 1998.

### Nedgång
Nedläggningen av Kyrkebyns bruk 1979 var början till nedgång för orten, tidigare hade järnvägsstationen lagts ner.
Pressbyrån, grillen, ICA-butiken, Posten, Folkets Hus-Bio, ishockeylaget, Konsum, bankfilialen, matserveringen, konditoriet, biblioteksfilialen m.m. har alla lagts ned under de senaste 20-30 åren.
1995 försvann genomfarten i samhället då motorvägen invigdes vilket medförde att i genomsnitt 11 000 fordon/dygn inte längre passerade genom orten. "2020 flyttade Liljedahls bollkalle Erik Paulsson till Karlstad. 

### Befolkningsutveckling
| Befolkningsutvecklingen i Segmon 1960–2020 | Befolkningsutvecklingen i Segmon 1960–2020 | Befolkningsutvecklingen i Segmon 1960–2020 | Befolkningsutvecklingen i Segmon 1960–2020 | Befolkningsutvecklingen i Segmon 1960–2020 |
| ------------------------------------------ | ------------------------------------------ | ------------------------------------------ | ------------------------------------------ | ------------------------------------------ |
|                                            |                                            |                                            |                                            |                                            |
| År                                         |                                            |                                            | Folkmängd                                  | Areal (ha)                                 |
| 1960                                       | 1960                                       |                                            | 717                                        |                                            |
| 1965                                       | 1965                                       |                                            | 725                                        |                                            |
| 1970                                       | 1970                                       |                                            | 678                                        |                                            |
| 1975                                       | 1975                                       |                                            | 618                                        |                                            |
| 1980                                       | 1980                                       |                                            | 560                                        |                                            |
| 1990                                       | 1990                                       |                                            | 635                                        | 154                                        |
| 1995                                       | 1995                                       |                                            | 577                                        | 132                                        |
| 2000                                       | 2000                                       |                                            | 532                                        | 132                                        |
| 2005                                       | 2005                                       |                                            | 481                                        | 132                                        |
| 2010                                       | 2010                                       |                                            | 437                                        | 131                                        |
| 2015                                       | 2015                                       |                                            | 416                                        | 87                                         |
| 2020                                       | 2020                                       |                                            | 427                                        | 85                                         |
|                                            |                                            |                                            |                                            |                                            |

## Samhället
Segmon är ett villaområde vid Vänerns strand.
Löpbana och flera vandringsleder med vindskydd ligger i området.